# Umberto Branzoni
Umberto Branzoni (Pavia, 24 novembre 1930 – Pavia, 4 ottobre 1981) è stato un arbitro di calcio italiano.

## Carriera
Inizia ad arbitrare per la sezione pavese negli anni sessanta. Dal 1962 al 1967 dirige in Serie C, mentre nel 1966 arriva al campionato di Serie B, esordendo ad Arezzo il 18 settembre nella partita Arezzo-Verona (2-0).
Arbitra il suo primo incontro in Serie A il 27 gennaio 1968 a Torino, ovvero Juventus-Atalanta (2-1). Dopo sei anni di direzioni nella massima serie chiude a Cagliari il 17 aprile 1974, nella partita Cagliari-Sampdoria (2-1). Nel corso della sua carriera arbitrale ha diretto 39 partite di Serie A, altre 87 gare del campionato cadetto e 15 incontri della Coppa Italia.
Il figlio Lorenzo è stato anche lui un arbitro, arrivando ai massimi livelli una generazione dopo quella del padre.
Nel 2006 il Panathlon Club di Pavia ha istituito in memoria il Premio Umberto Branzoni, un riconoscimento che viene annualmente assegnato alla istituzione scolastica della provincia di Pavia, che si è distinta per comportamento all'insegna della lealtà sportiva e del Fair Play, ispirandosi alla norma non scritta ed alla legge morale che danno un'anima allo sport.